# يان أونغ وين
يان أونغ وين (بالبورمية: ရန်အောင်ဝင်း)‏ هو لاعب كرة قدم ميانماري في مركز ظهير ‏، ولد في 9 سبتمبر 1992 في ماندالاي في ميانمار. شارك مع منتخب ميانمار تحت 23 سنة لكرة القدم ومنتخب ميانمار لكرة القدم. أما مع النوادي، فقد لعب مع نادي ياداناربون ونادي يانغون يونايتد.

## وصلات خارجية
- يان أونغ وين على موقع قاعدة بيانات كرة القدم.إي يو (الإنجليزية)
- يان أونغ وين على موقع ناشيونال فوتبول تيمز (الإنجليزية)